# Kardhan
Kardhan é uma vila no distrito de Ambala, no estado indiano de Haryana.

## Demografia
Segundo o censo de 2001, Kardhan tinha uma população de 9579 habitantes. Os indivíduos do sexo masculino constituem 54% da população e os do sexo feminino 46%. Kardhan tem uma taxa de literacia de 72%, superior à média nacional de 59,5%: a literacia no sexo masculino é de 77% e no sexo feminino é de 67%. Em Kardhan, 13% da população está abaixo dos 6 anos de idade.